# مولا مالوري
مولا مالوري (بالنرويجية: Molla Mallory‏) مواليد 6 مارس 1884 في النرويج - الوفاة 22 نوفمبر 1959 في ستوكهولم، كانت لاعبة كرة مضرب نرويجية وكانت تلعب باليد اليمنى. كما أنها إحدى بطلات الجراند سلام. أعلى تصنيف لها كان 1. سبق أن شاركت في دورة الألعاب الأولمبية الصيفية.

## الخط الزمني للفردي
مفتاح
| ف | ن | ن.ن | ر.ن | د# | د.م | ل | أ.أ | ت | غ | ب | ف | ذ | م.خ | ل.ت |

(ف) فاز بالبطولة (ن) وصل النهائي (ن.ن) نصف النهائي (ر.ن) ربع النهائي (د#) الأدوار الأربعة الأولى (د.م) دور المجموعات (ل) شارك في كأس ديفيز (أ.أ) خرج من الأدوار الاولى (ت) خسر التصفيات التأهيلية (غ) غاب عن الحدث أو البطولة (ب) حصل على ميدالية برونزية (ف) حصل على ميدالية فضية (ذ) حصل على ميدالية ذهبية (م.خ) بطولة الماسترز خُفضت إلى مرتبة أقل (ل.ت) البطولة لم تعقد في السنة المعينة.
لتجنب الارتباك وازدواجية الحساب، يتم تحديث هذه المعلومات إما في نهاية البطولة، أو عندما تكون مشاركة اللاعب في البطولة قد انتهت.
| الدورة             | 1909  | 1910  | 1911  | 1912  | 1913  | 1914  | 1915  | 1916  | 1917  | 1918  | 1919  | 1920  | 1921  | 1922  | 1923  | 1924  | 1925  | 1926  | 1927  | 1928  | 1929  | إجمالي ف/م | إجمالي ف/خ |
| ------------------ | ----- | ----- | ----- | ----- | ----- | ----- | ----- | ----- | ----- | ----- | ----- | ----- | ----- | ----- | ----- | ----- | ----- | ----- | ----- | ----- | ----- | ---------- | ---------- |
| البطولة الأسترالية | ل.ت   | ل.ت   | ل.ت   | ل.ت   | ل.ت   | ل.ت   | ل.ت   | ل.ت   | ل.ت   | ل.ت   | ل.ت   | ل.ت   | ل.ت   | غ     | غ     | غ     | غ     | غ     | غ     | غ     | غ     | 0 / 0      | 0–0        |
| البطولة الفرنسية1  | R     | R     | R     | غ     | غ     | غ     | ل.ت   | ل.ت   | ل.ت   | ل.ت   | ل.ت   | غ     | غ     | غ     | غ     | ل.ت   | غ     | غ     | غ     | د2    | غ     | 0 / 2      | 1–1        |
| بطولة ويمبلدون     | د2    | غ     | غ     | غ     | غ     | غ     | ل.ت   | ل.ت   | ل.ت   | ل.ت   | غ     | ن.ن   | ر.ن   | ن     | ر.ن   | د2    | غ     | ن.ن   | د3    | د1    | د3    | 0 / 10     | 23–14      |
| البطولة الأمريكية  | غ     | غ     | غ     | غ     | غ     | غ     | ف     | ف     | ف     | ف     | ن.ن   | ف     | ف     | ف     | ن     | ن     | ن.ن   | ف     | ر.ن   | ن.ن   | ن.ن   | 8 / 15     | 65–7       |
| م.ف                | 0 / 1 | 0 / 0 | 0 / 0 | 0 / 0 | 0 / 0 | 0 / 0 | 1 / 1 | 1 / 1 | 1 / 1 | 1 / 1 | 0 / 1 | 1 / 2 | 1 / 3 | 1 / 2 | 0 / 2 | 0 / 2 | 0 / 1 | 1 / 2 | 0 / 2 | 0 / 3 | 0 / 2 | 8 / 27     | 89–22      |

- إجمالي ف / م = إجمالي الفوز والمشاركة

## الميداليات
| الميدالية | المسابقة                       |
| --------- | ------------------------------ |
| برونزية   | الألعاب الأولمبية الصيفية 1912 |

## روابط خارجية
- مولا مالوري على موقع الاتحاد الدولي لكرة المضرب (الإنجليزية)
- مولا مالوري على موقع قاعة مشاهير كرة المضرب الدولية (الإنجليزية)
- مولا مالوري على موقع بطولة ويمبلدون (الإنجليزية)
- مولا مالوري على موقع خلاصة التنس.كوم (الإنجليزية)
- مولا مالوري على موقع اللجنة الأولمبية الدولية (الإنجليزية)
- مولا مالوري على موقع أوليمبيديا (الإنجليزية)